# Marquesado de la Gratitud
El Marquesado de la Gratitud es un título nobiliario español creado a petición del Ayuntamiento de La Habana (Cuba), por Real decreto de la Reina Gobernadora María Cristina de Borbón, en nombre de su hija la Reina Isabel II, de fecha 20 de mayo de 1834 a favor de Francisco María de la Luz de Arango y Parreño, Meyreles y Espinosa (La Habana, 22 de mayo de 1765 - 21 de marzo de 1837), en atención a sus excepcionales merecimientos y servicios. Fue abogado, Oidor de las Reales Audiencias de Santo Domingo y de México, Asesor de Alzadas del Real Consulado de La Habana, VII Regidor Alférez Real del Ayuntamiento (cargo vinculado a la familia Arango desde 1788). Sub-delegado de la Real Hacienda, Vocal de la Junta de Censura, Intendente de Ejército y Superintendente Sub-delegado de la Real Hacienda, Diputado a Cortes. Ministro Honorario del Consejo de Indias, Consejero de Estado de Ultramar, Prócer del Reino, Miembro Consultor de la Sociedad Económica de Guatemala, Honorario de la Económica de Sevilla y de la Real Sociedad Patriótica de La Habana. Gran Cruz de la Orden de Isabel la Católica y Caballero pensionado de la de Carlos III, autor de varias obras de gran utilidad pública. El fundador de esta familia en Cuba fue don Pedro Arango y Monrroy, natural de Saugüesa, en Navarra, originario del Puerto de Cudillero, en Asturias, Capitán de los Tercios de Flandes, que pasó a La Habana en 1680 para ocupar el cargo de Contador Mayor del Real Tribunal de Cuentas.
No obteniendo el mismo el correspondiente Real despacho que vino a ser extendido cuarenta y seis años después por don Alfonso XII, el 10 de junio de 1880, a su nieto el II titular.

## Marqueses de la Gratitud
|                               | Titular                                                             | Periodo                |
| Creación por Isabel II        | Creación por Isabel II                                              | Creación por Isabel II |
| ----------------------------- | ------------------------------------------------------------------- | ---------------------- |
| I                             | Francisco María de la Luz de Arango y Parreño                       | 1834-1837              |
| II                            | Domingo Francisco Miguel de Regla de Arango y Herrera               | 1880-1924              |
| III                           | Francisco Julián José de Arango y Arango                            | 1931-1938              |
| IV                            | Mercedes María Milagrosa Rita de la Natividad de Arango y del Valle | 1952-1998              |
| V                             | Carmen María Natika de Arango y del Valle                           | 1998-1999              |
| Juan Tomás O'Nagthen y Chacón | 2004-actualidad                                                     |                        |

## Historia de los Marqueses de la Gratitud
- Francisco María de la Luz de Arango y Parreño, Meyreles y Espinosa, (La Habana, 22 de mayo de 1765 - 21 de marzo de 1837), I Marqués de la Gratitud

Caso con Rita Quesada y Vial, en Madrid, parroquia de San Martín, el 30 de mayo de 1816. Fue sucedido por su nieto.
Fue su hijo: Francisco Arango y Quesada, casado con Luisa Herrera y Herrera, padres de:
- Domingo Francisco Miguel de Regla de Arango y Herrera, Quesada y Herrera (Guanabacoa, La Habana, 29 de agosto de 1858 - 7 de mayo de 1924), II Marqués de la Gratitud

Casó, parroquia de la villa de Guanabacoa, el 18 de febrero de 1878, con Rita Arango y Mantilla. Le sucedió su hijo:
- Francisco Julián José de Nuestra Señora del Sagrado Corazón de Jesús de Arango y Arango, Herrera y Mantilla de los Rios[3] (La Habana, 3 de enero de 1882 – 15 de noviembre de 1938), III Marqués de la Gratitud

Caso con Petronila del Valle e Iznaga, le sucedió su hija:
- Mercedes María Milagrosa Rita de la Natividad de Arango y del Valle (La Habana, 1908 – Fairfield, California, 1998), IV Marquesa de la Gratitud. Le sucedió su hermana:

- Carmen María Natika de Arango y del Valle[4] (La Habana – Estados Unidos de América, 19 de marzo de 1999), V Marquesa de la Gratitud. Le sucedió un sobrino nieto del III Marqués de la Gratitud.

Rita de Arango y Arango, casada con Juan O'Naghten Bachiller, padres de Juan Tomás O'Nagthen y Arango -VII Conde de Gibacoa- a su vez casado con Dulce María Chacón y Jorge, son los padres de:
- Juan Tomás O'Nagthen y Chacón, VI Marqués de la Gratitud

Casó con Mariana Jorge y de Sosa, son sus hijos:
1. Juan Tomás O'Nagthen y Jorge
2. Alberto O'Nagthen y Jorge
3. Mariano O'Nagthen y Jorge
Actual titular